# Arachne

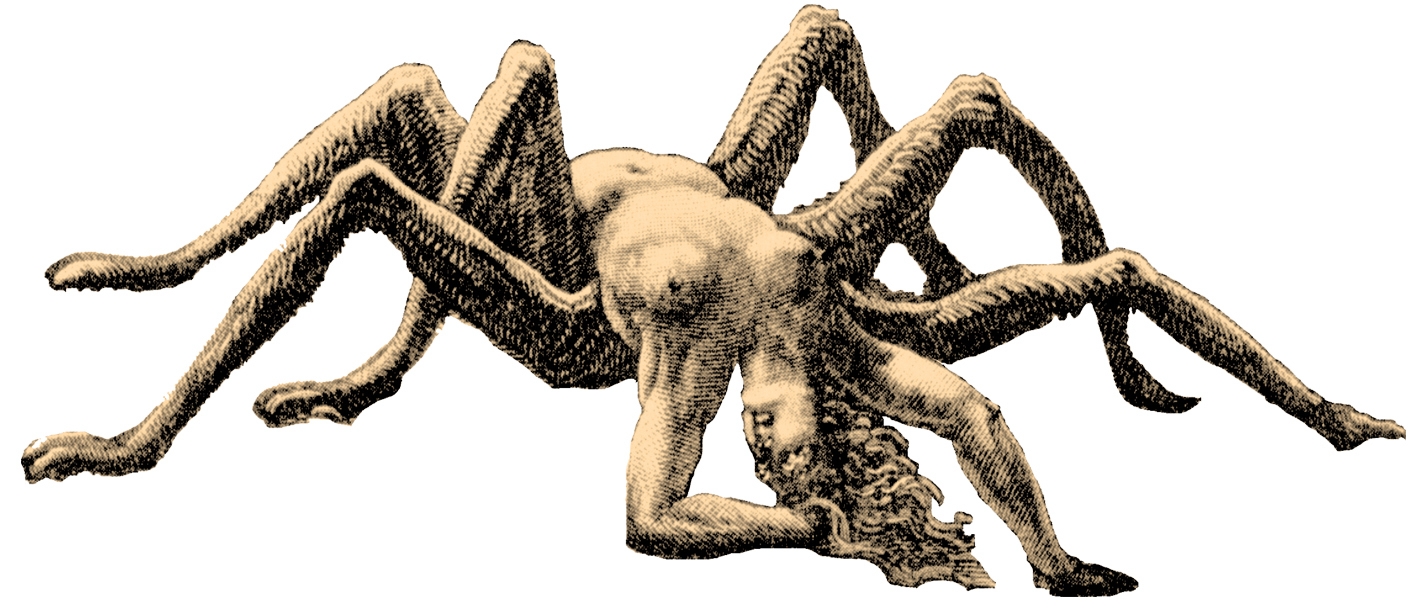
Arachne
Illustration von Gustave Doré für Dantes Inferno (1861)

Arachne (altgriechisch Ἀράχνη Aráchnē, deutsch ‚Spinne‘) ist eine Gestalt der griechischen Mythologie. Die begabte, aber hochmütige Weberin forderte Athene – griechische Göttin u. a. der Kunst, des Handwerks und der Handarbeit – zu einem Wettstreit auf dem Gebiet der Webkunst heraus, den sie mit Bravour meisterte. Dies erzürnte die Olympierin derart, dass sie ihre sterbliche Konkurrentin schließlich in eine Webspinne verwandelte.
Die Arachne-Sage ist eine späte Beigabe zur griechisch-römischen Mythologie.

## Mythos

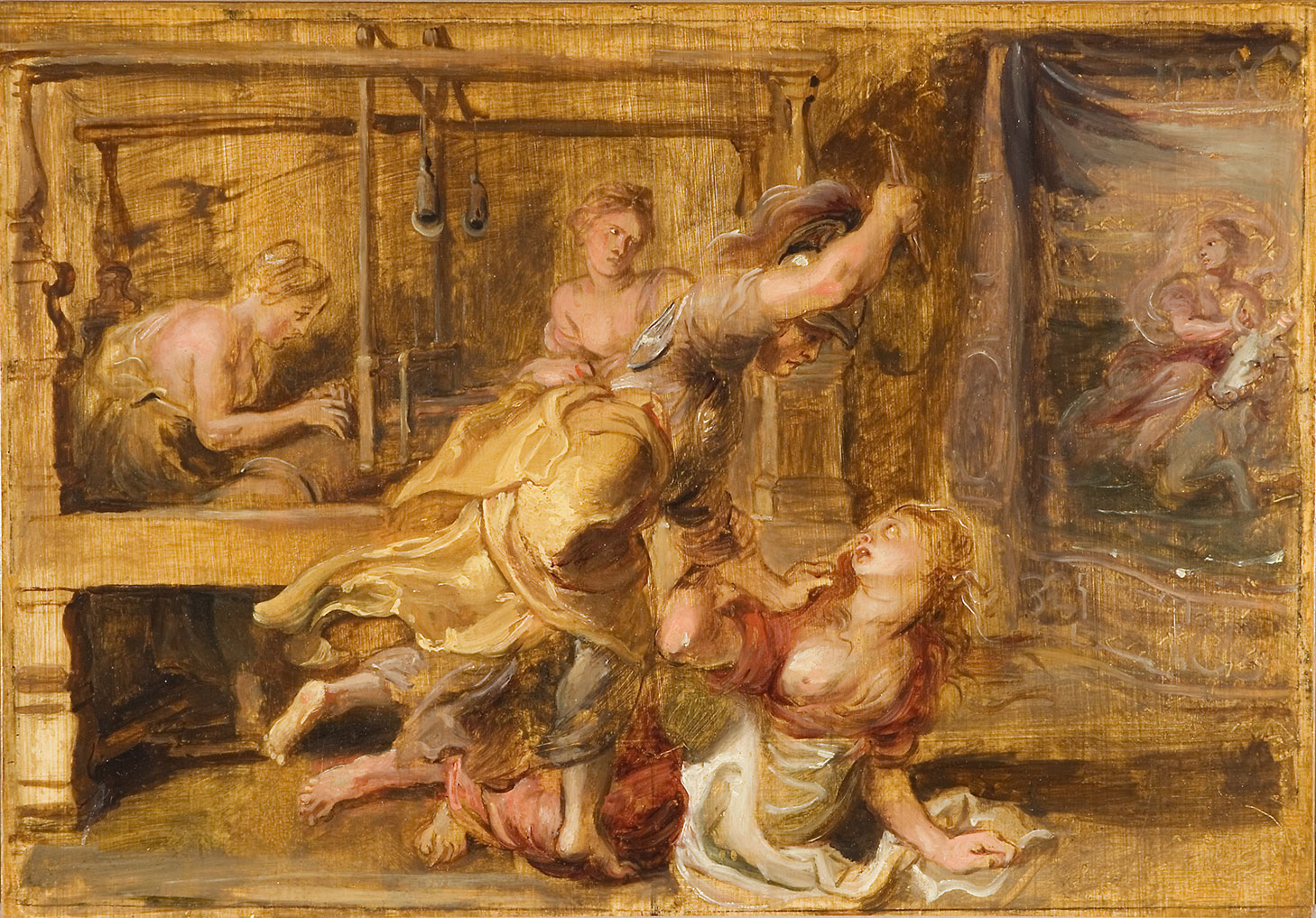
Pallas und Arachne
(Peter Paul Rubens, 1636/37, Virginia Museum of Fine Arts, Richmond)

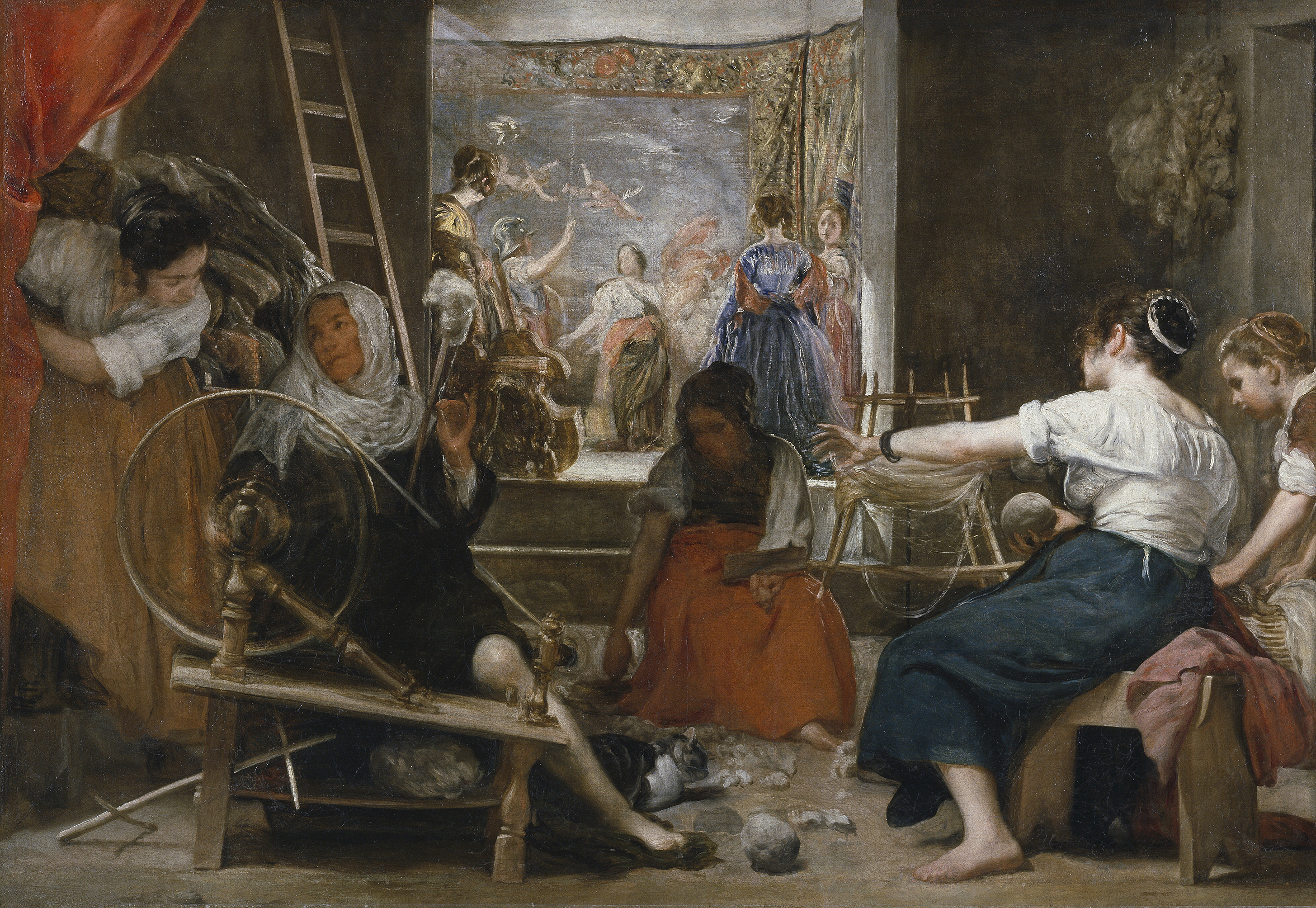
Die Spinnerinnen (Fabel der Arachne)
(Diego Velázquez, 1644/48, Museo del Prado, Madrid)

Arachne war die Tochter des Idmon von Kolophon, der sich als Purpurfärber einen Namen gemacht hatte. Ihre Mutter war schon früh gestorben. Arachne war eine Weberin in der lydischen Stadt Hypaipa, die wegen ihres besonderen Könnens weithin gelobt wurde.
Dies ließ sie hochmütig werden und sie begann damit zu prahlen, dass ihr Geschick im Weben noch größer als jenes der Pallas Athene sei. Dies wiederum erzürnte die Göttin, doch wollte sie Arachne noch eine Gelegenheit geben, sich zu mäßigen. Deshalb erschien Athene in der Gestalt einer alten, weisen Frau und warnte Arachne vor ihrer Hybris. Doch Arachne zeigte keine Einsicht und fragte nur herausfordernd, weshalb die Göttin denn nicht selbst komme. „Da ist sie!“ sprach Athene und offenbarte ihre wahre Gestalt. Nun gingen die beiden Frauen ans Werk. Athene wählte als Motiv für ihren Wandteppich eine Szene, die aufzeigt, wie sie im Wettstreit um die Schirmherrschaft Athens gegen Poseidon obsiegte, Arachne dagegen bildete einundzwanzig Szenen, welche die Götter bei ihren Liebeseskapaden zeigen, ab.
Sogar Athene musste eingestehen, dass Arachnes Werk makellos war. Ihr Neid und die Schmähung, von einer Sterblichen so vorgeführt worden zu sein, ließ sie die Fassung verlieren. Sie zerriss Arachnes Wandteppich und schlug mit ihrem Webschiffchen auf ihre Konkurrentin ein. Arachne, die nun die Rache der Göttin vollends fürchtete, erhängte sich darauf. Doch Athene ließ sie nicht sterben, sondern löste den Strick um ihren Hals und versprühte das Gift des Eisenhuts, worauf sich der Strick in ein Spinnennetz und Arachne in eine Webspinne verwandelte. So waren Arachne und ihre Nachkommen dazu verdammt, bis in alle Ewigkeit zu weben und an Fäden zu hängen.
In vielen romanischen Sprachen ist Arachne direkter Namensgeber für die Spinne: zum Beispiel „araignée“ im Französischen, „araña“ im Spanischen oder „ragno“ im Italienischen. Auch die wissenschaftlichen Namen der Spinnentiere (Arachnida) und mehrerer Untergruppen, wie insbesondere jener der Webspinnen (Araneae), sind von ihr abgeleitet.

## Deutungen
Die Sage suggeriert, dass die Menschen das Weben den Spinnen abgeschaut haben und dass die Weberei ursprünglich in Kleinasien perfektioniert wurde. Laut einer Deutung Robert von Ranke-Graves’ reflektiert die Erzählung die Handelskonkurrenz zwischen den Athenern und den lydo-karischen Thalassokraten, die kretischen Ursprungs waren. Nach Ranke-Graves zeigen zahlreiche Siegel mit einem Spinnenemblem, die im kretischen Milatos – der Mutterstadt des karischen Miletos, des größten Exporteurs gefärbter Wollstoffe in der alten Welt – gefunden wurden, dass dort zu Anfang des zweiten Jahrtausends vor Christus eine umfangreiche Textilindustrie betrieben wurde. Eine Zeit lang beherrschten die Milesier den gewinnbringenden Handel im Schwarzen Meer. Sie unterhielten auch Lagerhäuser im ägyptischen Naukratis.